# Oskar Judex
Oskar Judex (28. listopadu 1894 Brno – 11. září 1953 Ilava) byl československý a německý nacistický politik. V letech 1939–1945 byl vládním komisařem a vrchním starostou Brna.

## Biografie
Narodil se na brněnském předměstí Horní Cejl v domě čo. 56 na třídě Františka Josefa (Franz-Josef-Strasse, dnes zbořený dům čo. 6 na ulici Francouzské) do rodiny učitele Karla Judexe a jeho manželky Emilie, rozené Pavlikové, která později pracovala jako garderobiérka v městském divadle.
Získal střední pedagogické vzdělání, v roce 1913 se stal učitelem v Prosiměřicích a v Lesné. Po vypuknutí první světové války narukoval v roce 1914 ke 14. střeleckému pluku, o rok později padl v Rusku do zajetí. Do československých legií se přihlásil v roce 1919. Následujícího roku se vrátil do Brna a vyučil se u svého strýce tiskařem. Od roku 1928 se politicky angažoval, vstoupil do DNSAP a stal se městským zastupitelem. V roce 1934 byl na základě Zákona na ochranu republiky v procesu s bývalými brněnskými členy rozpuštěné DNSAP odsouzen k jednomu roku těžkého žaláře. Ve 30. letech vystřídal několik zaměstnání, až skončil v nakladatelství Rohrer jako obchodní cestující. V této firmě byl v roce 1938 jmenován vedoucím ředitelem.
V kostele Nanebevzetí Panny Marie v Zábrdovicích se v březnu 1923 oženil s Albínou Bauerovou, dcerou vrchního soudního oficiála v Brně. Z manželství vzešli synové Hellmut a Wilhelm.
Začátkem roku 1939 se stal městským zastupitelem a radním za NSDAP. Po vzniku protektorátu Čechy a Morava se prohlásil starostou a dne 16. března 1939 funkci převzal. V červenci téhož roku byl oficiálně jmenován vládním komisařem, který město spravoval. Na podzim 1939 vstoupil do SS. Vrchním starostou Brna se stal v červenci 1942.
Před osvobozením Brna uprchl 25. dubna 1945 do Jihlavy. Na konci roku 1946 byl mimořádným lidovým soudem v Brně odsouzen k doživotí. Trest si odpykával v různých věznicích, zemřel v září 1953 ve věznici ve slovenské Ilavě.